# Серхио Агверо
Серхио Леонел Агверо дел Кастиљо (шп. Sergio Leonel Agüero del Castillo; Килмес, 2. јун 1988), познат као Кун Агверо, бивши је аргентински фудбалер који је играо на позицији нападача. Носио је натпис Кун на дресу, што је надимак који је добио у дјетињству, по лику из цртаног Kum-Kum. Сматрао се једним од најбољих нападача своје генерације и једним од најбољих фудбалера у историји Премијер лиге.
Каријеру је почео у аргентинском клубу Индепедијенте 2003. Дана 5. јула 2003. постао је најмлађи играч у историји, аргентинске лиге који је заиграо на једном мечу; дебитовао је са 15 година и 35 дана срушивши рекорд који је поставио Дијего Армандо Марадона 1976. Године 2006, након три године у Аргентини, прешао је у шпански Атлетико Мадрид за 23 милиона евра. Током периода у Атлетику сматран је једним од најбољих младих фудбалера у Европи, а освојио је награде Дон Балон, Тутоспорт, Златни дјечак и награду часописа World Soccer за најбољег младог фудбалера. За Атлетико је постигао 101 гол на 234 утакмице, а с клубом је освојио Лигу Европе и УЕФА Суперкуп.
У јулу 2011. прешао је у Манчестер Сити за 35 милиона фунти. У првој сезони, у последњој утакмици, постигао је гол за побједу 3 : 2 против Квинс Парк рејнџерса у 94. минуту, захваљујући чему је Сити освојио титулу, прву послије 44 године. У сезони 2014/15. био је најбољи стријелац Премијер лиге, с 26 голова, а у новембру 2017. постао је најбољи стријелац Манчестер Ситија, постигавши 178. гол за клуб против Наполија. У сезонама 2017/18. и 2018/19. нашао се у идеалном тиму Премијер лиге. Тренутно је четврти најбољи стријелац Премијер Лиге у историји, а најбољи је стријелац међу играчима који нису из Енглеске. Такође, држи рекорд с највише хет-трикова у Премијер лиги, са 12. Са Ситијем, освојио је 15 трофеја, од чега пет пута Премијер лигу, чиме је постао најтрофејнији странац у историји лиге, а такође, са 184 гола, поставио је рекорд са највише постигнутих голова за један клуб у лиги.
У јуну 2021, након десет година, напустио је Манчестер Сити и као слободан играч, прешао је у Барселону, са којом је потписао двогодишњи уговор.
За репрезентацију Аргентине до 17 година дебитовао је 2004, а играо је за репрезентацију до 20 година на Свјетском првенству 2005. и 2007, гдје је Аргентина освојила првенство оба пута. За сениорску репрезентацију дебитовао је 2006, након чега је играо на Олимпијским играма 2008. у Пекингу, на којима је постигао два гола у побједи 3 : 0 против Бразила у полуфиналу, док је Аргентина у финалу побиједила Нигерију 1 : 0 и освојила златну медаљу. Наступао је на Свјетском првенству 2010. и Копа Америци 2011, а затим на Свјетском првенству 2014, на којем је Аргентина освојила сребрну медаљу изгубивши у финалу од Њемачке. Наступао је на Копа Америци 2015. и 2016, гдје је Аргентина оба пута изгубила у финалу од Чилеа. На Свјетском првенству 2018. постигао је два гола, што су били његови први голови на Свјетском првенству, а Аргентина је испала од Француске у четвртфиналу. На Копа Америци 2019. постигао је два гола, у групној фази против Катара и у утакмици за треће мјесто, у побједи 2 : 1 против Чилеа.

## Дјетињство
Агверо је рођен 2. јуна 1988. године у болници Пинеро у Буенос Ајресу. Друго је од седморо дјеце скромне породице, за чије је економско благостање велика помоћ била његова обећавајућа каријера. Касније је живио у Гонзалес Катану, Флоренсио Варели и Килмесу. У породичном окружењу, стекао је надимак Кун, што је деформација Кум-Кум-а, јапанског лика из цртаног филма који му се свиђао док је био мали.
Након што је прве фудбалске кораке направио на теренима клубова Лома Алегре (Килмес) и Лос Примос (Беразатегуи), стигао је у Индепендијенте са девет година. почео је да игра у нижим категоријама, испод девет и до девет година.

## Клупска каријера

### Индепендијенте
Придружио се систему младих фудбалера у Индепендијентеу, са девет година. Након шест година, придружио се првом тиму, а дебитовао је 5. јула 2003, са 15 година и 35 дана, против тима Сан Лоренцо де Алмагро, поставши тако најмлађи играч икада у Првој лиги Аргентине; ушао је у игру у 69 минуту, умјесто Емануела Риваса. Његов наступ примљен је добро у медијима. Упркос томе што је дебитовао рано, тренер Оскар Руђери, није га више уводио у игру, а његова замјена — Освалдо Соса, такође га није уводио. Након што је за тренера постављен Хосе Омар Пасториза, Агверо се вратио у први тим, седам мјесеци након дебија, у побједи 4:2 против перуанског Чјенчиана, у оквиру Копа Либертадореса 2004, поставши тако најмлађи фудбалер који је наступио на такмичењу, што је рекорд који је држао три године. Мјесец касније, поново је наступио у Копа Либертадоресу, против еквадорског Ел Насионала. На дан 19. јуна, по први пут је одиграо цијелу утакмицу, против клуба Атлетико де Рафаела, у оквиру Клаузуре. Први гол за клуб постигао је у ремију од 2:2 против Естудијантеса, 26. новембра, ударцем ван шеснаестерца у 22 минуту. Постао је стандардан у првом тиму, а затим је изабран у репрезентацију Аргентине до 20 година, за Свјетско првенство 2005, које је Аргентина освојила.
Током сезоне 2005/06, постигао је 18 голова на 36 утакмица у лиги, по девет у Апертури и Клаузури, а није наступио на само двије утакмице, због суспензије. На дан 11. септембра, у побједи од 4:0 против Расинг де Авељенаде, узео је лопту на својој половини, прошао играче до противничког гола и постигао четврти гол за клуб, лијевом ногом. Први црвени картон добио је у оквиру Апертуре, на утакмици против Тиро Федерала. Његови наступи у сезони 2005/06, привукли су пажњу многих европских клубова и, након неколико мјесеци спекулације у медијима, у априлу је изјавио да намјерава да напусти клуб на крају сезоне, а медији су спекулисали да ће прећи у Атлетико Мадрид. Због добрих издања, постојала је могућност да буде позван у репрезентацију за Свјетско првенство 2006. У побједи од 2:0, против Олимпије Бахиа, у 17 колу, добио је пети жути картон, због чега је морао да пропусти утакмицу последњег кола против Боке јуниорс, а након добијеног картона, почео је да плаче. Постигао је други гол за клуб, а након утакмице, изјавио је: „мислим да је то био мој последњи гол за Индепедијенте.“ Последњу утакмицу за клуб, играо је двије недеље касније, у поразу од 2:0 против Розарија. На дан 30. маја, прешао је у Атлетико Мадрид.

### Атлетико Мадрид

#### 2006/07
На дан 30. маја, прешао је у Атлетико Мадрид, за 20 милиона евра, чиме је срушен претходни рекорд клуба, који је држао Кристијан Вијери. Први гол за клуб постигао је против Атлетик Билбаа, у побједи од 4:1 на гостовању, 17. септембра. Други гол за клуб, постигао је у побједи од 2:1 против Рекреативо Уелве, 14. октобра 2006; гол је изазвао доста контроверзи, јер га је постигао руком. У оквиру 16 кола, постигао је изједначујући гол против Барселоне, у 62 минуту, након што је Роналдињо постигао водећи гол за Барселону. У четвртој рунди Купа краља, Атлетико је изгубио у првом мечу кући од Левантеа 1:0, а у реванш утакмици, Агверо је постигао гол за побједу од 1:0 у 89 минуту, након чега је Атлетико побиједио 4:2 на пенале и прошао у осмину финала.
Сезону је завршио са седам голова у свим такмичењима, од чега шест у лиги. Атлетико је завршио на седмом мјесту и квалификовао се у Интертото куп.

#### 2007/08
Након што је Фернандо Торес прешао из Атлетика у Ливерпул, Агверо је постао стандардни нападач и најважнији играч тима, са 19 година. У првом колу у сезони 2007/08, постигао је водећи гол против Реал Мадрида у првом минуту, а Реал је преокренуо головима Раула и Веслија Снајдера. У десетом колу, против Севиље, постигао је други гол за Атлетико, у побједи од 4:3. На утакмици против Барселоне, у оквиру 26 кола, у марту 2008, постигао је два гола, уписао једну асистенцију и изборио пенал, у побједи од 4:2, а добио је награду за играча утакмице. У 31 колу, постигао је последња два гола у побједи од 6:3 против Алмерије; постизао је битне голове и против Депортиво ла Коруње, Валенсије и Еспањола, чиме је помогао Атлетику да заврши на четвртом мјесту и избори пласман у квалификације за Лигу шампиона. Сезону је завршио са 19 постигнутих голова и завршио је на трећем мјесту на листи стријелаца Ла лиге, иза Данијела Гуице и Луиса Фабијана, док је његов партнер у нападу — Дијего Форлан, постигао 16 голова. У избору за награду Трофеј Алфредо ди Стефано, за најбољег играча лиге, нашао се на другом мјесту, иза Раула.

#### 2008/09
Први гол у сезони 2008/09, постигао је у другом колу, у поразу 2:1 од Ваљадолида. У деветом колу, постигао је оба гола у побједи од 2:0 против Мајорке, а оба пута асистирао му је Форлан. У побједи од 5:2 на гостовању Спортинг Хихону, постигао је два гола и уписао је једну асистенцију, након чега је постигао гол, уз асистенцију, у побједи од 3:2 на гостовању Еспањолу. У утакмици 25 кола, постигао је два гола у побједи од 4:3 против Барселоне. Барселона је повела 2:0 головима Тијерија Анрија и Лионела Месија, након чега су изједначили Форлан и Агверо; Барселона је повела 3:2 голом Анрија, изједначио је Форлан, а Агверо је постигао гол за побједу у 89 минуту. У 27 колу, постигао је гол у побједи од 3:2 против Виљареала, након што је Виљареал водио 2:0. У 35 колу, против Еспањола, Атлетико је поново губио 0:2, након чега је преокренуо и побиједио 3:2, уз два гола Форлана и један Агвера.
На дан 16. септембра, играо је први пут у Лиги шампиона и постигао је два гола у побједи од 3:0 против ПСВ-а, у првом колу групне фазе. У другом колу, постигао је водећи гол у побједи од 2:1 против Олимпик Марсеја; Атлетико је завршио на другом мјесту у групној фази, а у осмини финала, испао је од Порта. Сезону је завршио са 17 голова у лиги и завршио је као десети најбољи стријелац првенства, док је Форлан био најбољи стријелац, са 32 гола. Атлетико је завршио сезону на четвртом мјесту и поново се пласирао у квалификације за Лигу шампиона.

#### 2009/10
Први гол у сезони 2009/10, постигао је у трећем колу, у поразу од 5:2 против Барселоне; други гол постигао је Форлан, док је Меси дао два гола за Барселону, а Златан Ибрахимовић, Сејду Кејта и Дани Алвес по један. У петом колу, постигао је водећи гол за Атлетико у ремију од 2:2, против Валенсије. У десетом колу, постигао је гол у поразу од Реал Мадрида 3:2. Реал је повео 3:0 головима Каке, Марсела и Гонзала Игуаина, након чега су Агверо и Форлан дали по гол за 3:2. У 12 колу, постигао је два гола у побједи од 4:0 против Еспањола. Постигао је још голове у побједама против Хереза, Ваљадолида, Валенсије, Атлетик Билбаа и Тенерифа и у поразу од Виљареала 2:1, а Атлетико је завршио на десетом мјесту на табели.
У Лиги шампиона, у оквиру четвртог кола, постигао је два гола против Челсија у ремију од 2:2, док је за Челси Дидије Дрогба дао два гола. Атлетико је завршио на трећем мјесту, са три ремија и такмичење је наставио у Лиги Европе. У осмини финала, постигао је оба гола у ремију од 2:2 на гостовању Спортингу у Лисабону; прва утакмица је завршена 0:0 и Атлетико је прошао у четвртфинале. У обје утакмице четвртфинала, против Валенсије, добио је жути картон, због чега је морао да пропусти прву утакмицу полуфинала против Ливерпула. Атлетико се пласирао у финале, побједом у реваншу против Ливерпула 2:1 након продужетака. У финалу, против Фулама, уписао је двије асистенције Форлану, за побједу од 2:1 на продужетке и прву титулу Атлетико Мадрида.
У Купу краља, постигао је два гола у осмини финала, у побједи од 5:1 против Рекреатива; Атлетико је дошао до финала, гдје је изгубио 2:0 од Севиље.
Сезону је завршио са 12 постигнутих голова у лиги, а добио је бројне похвале за издања у најуспјешнијој сезони за Атлетико у 21. вијеку.

#### 2010/11
На дан 27. августа 2010, играо је у УЕФА Суперкупу, против Интера; Атлетико је побиједио 2:0, Агверо је постигао први гол, а затим је асистирао Хозе Антонију Рејесу за 2:0. Први гол у лиги постигао је у деветом колу, у ремију 1:1 против Алмерије, након чега је давао голове на три утакмице заредом, од чега два у побједи 4:2 против Реал Сосиједада. Постигао је по два гола и против Левантеа, Алмерије и Депортиво ла Коруње, а у периоду од марта до маја, дао је барем по гол на седам узастопних утакмица, што није успио нико други у Европи у току сезоне. У последњем колу, против Мајорке, постигао је први хет трик у каријери, у побједи од 4:3, а други гол на мечу, био је његов стоти за Атлетико.
На дан 4. јануара 2011, Атлетико је објавио да је продужио уговор са Агвером, до 2014. Наредног дана, именован је за замјеника капитена, заједно са Форланом. Сезону је завршио са 20 постигнутих голова у лиги и завршио је као трећи најбољи стријелац првенства, иза Кристијана Роналда са 40 и Месија са 31. У Лиги Европе, постигао је по гол на прве три утакмице групне фазе, али је Атлетико завршио на трећем мјесту и није прошао у елиминациону фазу.
На дан 23. маја 2011, објавио је на званичном сајту, да жели да иде из Атлетика и затражио је раскид уговора. Касније је изјавио за ESPN да се не враћа у Атлетико. Истог дана када је званично прешао у Манчестер Сити, Атлетико је играо утакмицу плеј офа за пласман у Лигу Европе против Стремсгодсета, а група навијача Атлетика, држала је банере са натписом „Агверо, надамо се да ћеш умријети“, као реакцију на његов трансфер и на то, што је недељу дана раније, прво тражио да раскине уговор. Након његовог одласка, Атлетико је купио Радамела Фалкаа као замјену.
Током боравка у Атлетику, дао је осам голова против Еспањола, седам против Барселоне и четири против Реал Мадрида.

### Манчестер Сити

#### 2011/12
На дан 28. јула 2011, потписао је петогодишњи уговор са Манчестер Ситијем; прешао је из Атлетика за 35 милиона фунти. Узео је број 16 у својој првој сезони, а на дресу му је писало Кун Агверо. Био је на клупи у прве двије утакмице, у Даблин Суперкупу против Интера и Комјунити шилду против Манчестер јунајтеда, али није улазио јер је тренер Ситија — Роберто Манчини, сматрао да још није спреман. За Сити је дебитовао 15. августа 2011, у побједи од 4:0 против Свонзија. Ушао је са клупе у 59 минуту, а постигао је први гол послије девет минута, након асистенције Мајке Ричардса. Након тога, асистирао је Давиду Силви за 3:0, тако што је прво прошао голмана, а затим вратио лопту назад до Силве. У надокнади времена, дао је други гол на мечу, са преко 30 метара. Његов деби од 30 минута, изазвао је добре оцјене, а многи су изјавили да је то можда најбоља дебитантска утакмица у енглеском фудбалу.
Сити је наставио са добрим играма, а у побједи од 3:2 против Болтона, није искористио двије прилике у шеснаестерцу. На дан 28. августа, постигао је гол у побједи од 5:1 против Тотенхема, а на трећој утакмици у којој је био стартер, постигао је први хет трик у Премијер лиги, у побједи од 3:0 против Вигана. На дан 18. септембра, постигао је оба гола у ремију против Фулама 2:2. На утакмици против Блекберна, на којој је Сити побиједио 4:0, изашао је из игре у 28 минуту због повреде, а вратио се на утакмици трећег кола групне фазе Лиге шампиона, против Виљареала, на којој је Сити побиједио 2:1; Агверо је у игру ушао у 62 минуту, умјесто Најџела де Јонга и постигао је побједоносни гол у 93 минуту. Пет дана касније, играо је у свом првом дербију Манчестера, против Манчестер јунајтеда, на којем је постигао гол у побједи од 6:1. На дан 1. новембра, нашао се на скраћеном списку у избору за награду ФИФА фудбалер године. На дан 19. новембра, постигао је гол из пенала у побједи од 3:1 против Њукасл јунајтеда, чиме је прекинут низ Њукасла од 11 утакмица без пораза од почетка сезоне.
У Лига купу, дебитовао је у утакмици четвртфинала против Арсенала, постигавши гол за побједу од 1:0 у 83 минуту, након асистенције Адама Џонсона. Постигао је водећи гол у побједи од 5:1 против Норича, што му је био 13 гол у сезони, а Сити је наставио низ, остваривши код куће све побједе. На дан 21. децембра, у оквиру 17 кола, постигао је два гола у побједи од 3:0 против Стоука, док је 3. јануара, постигао водећи гол у побједи од 3:0 против Ливерпула. Свој 15 гол, постигао је из пенала у побједи од 3:0 против Фулама.
Сити је групну фазу Лиге шампиона завршио на трећем мјесту и такмичење је наставио у Лиги Европе, а у првој утакмици шеснаестине финала, против Порта, ушао је у игру у 78 минуту, умјесто Марија Балотелија и постигао је гол за побједу у 85 минуту. Утакмица је завршена 2:1, а у реваншу, Сити је кући побиједио 4:0 и прошао у осмину финала. На дан 25. фебруара, постигао је 16 гол у лиги, у побједи од 3:0 против Блекберна. У првој утакмици осмине финала Лиге Европе, постигао је два гола у побједи од 3:2 против Спортинга кући, након што је Спортинг водио 2:0. У реваншу, Сити је изгубио 1:0 и испао је из такмичења. Недељу дана касније, постигао је гол у побједи од 2:1 против Челсија, у 29 колу. На дан 29. марта објављено је да ће паузирати десетак дана због проблема са стопалом, а касније је утврђено да је проблеме изазвала супстанца коју користи за пликове на стопалу.

„То ми је најважнији гол у досадашњој каријери. Постигнете гол у последњем минуту и освојите титулу. Нисте сигурни да ли ће вам се то десити икада поново у каријери. Волио бих да могу да вам кажем како сам то урадио, али не могу. Рекао бих свима на свијету да ће Марио пробати сам, али помјерио је још једном, осјетио сам је на стопалу и помислио сам ‚погоди мету, удари најјаче што можеш и погоди мету‘ и ушла је унутра.“

Серхио Агверо, о свом голу у последњем минуту против Квинс Парк рејнџерса, 2012, за титулу у Премијер лиги за Сити.
У 33 колу, постигао је два гола у побједи од 4:0 против Вест Бромич албион, док је уписао и двије асистенције, Давиду Силви и Карлосу Тевезу. На дан 14. априла, постигао је два гола у побједи од 6:1 против Норича, чиме је постигао преко 20 голова у лиги. У 35 колу, постигао је гол у побједи од 2:0 против Вулверхемптона, дошавши до 22 гола у Премијер лиги. На дан 4. маја, проглашен је за играча године Манчестер Ситија, а његов гол против Норича, у побједи од 6:1, изабран је за најбољи гол Ситија у сезони.
Са пет узастопних побједа, Сити је надокнадио осам бодова заостатка и изједначио се по броју бодова са Манчестер јунајтедом, али је преузео прво мјесто на табели због боље гол разлике. У последњем колу, Сити је играо против Квинс Парк рејнџерса, који су се борили за опстанак, док је Јунајтед играо против Сандерленда. У 66. минуту, фудбалер КПР-а — Џои Бартон, добио је црвени картон због тога што је ударио Тевеза у лице; након картона, ударио је Агвера и пробао је да нападне Венсана Компанија, али га је Ричардс одгурнуо. Иако је имао играча више, Сити је губио 2:1, док је Јунајтед водио 1:0. У игру су ушли нападачи, Един Џеко и Марио Балотели и Сити је играо са три нападача у покушају да преокрене. Џеко је изједначио у 90 минуту, а Јунајтед је завршио утакмицу, побиједивши 1:0. У 94 минуту, Балотели је додао лопту Агверу, који је ушао у шеснаестерац, шутирао и постигао гол, донијевши тако Ситију побједу и прву титулу првака након 1968. Његов гол је изазвао велико одушевљење навијача, саиграчи су га срушили на земљу, а Компани је изјавио да је Агверо плакао, а када су га, наредног дана, упитали да ли је плакао, изјавио је: „да, мало.“
Постигао је 23 гола у Премијер лиги и завршио је као трећи најбољи стријелац првенства, иза Робина ван Персија са 30 и Вејна Рунија са 27.

#### 2012/13
Сезону 2012/13, стартовао је у Комјунити шилду, против Челсија, гдје је Сити побиједио 3:2. У првој утакмици у Премијер лиги, против Саутемптона, морао је да изађе из игре у 13 минуту, због повреде кољена. У првом колу групне фазе Лиге шампиона, у поразу од 3:2 против Реал Мадрида, није улазио у игру, а након утакмице изјавио је да би прешао у Реал да су послали понуду 2011, али нису и једина опција му је била да пређе у Сити. На терен се вратио у ремију 1:1 против Арсенала, у петом колу, а први гол у новој сезони постигао је у побједи од 2:1 против Фулама. Наредног викенда, постигао је други гол у сезони, у побједи од 3:0 против Сандерленда, док је постигао гол у побједи од 2:1 против Тотенхема. У 12 колу, постигао је два гола у побједи од 5:0 против Астон Виле, након чега је постигао по гол у четвртом и петом колу групне фазе Лиге шампиона, у ремијима кући против Ајакса 2:2 и Реал Мадрида 1:1. На дан 15. децембра, постигао је водећи гол у побједи од 3:1 против Њукасла, а затим је постигао гол у побједи од 4:3 на гостовању Норичу. У утакмици 21 кола, у побједи од 3:0 против Стоук Ситија, постигао је гол из пенала у 74 минуту, након чега је, у 77 минуту, морао да изађе из игре због повреде тетиве.
На терен се вратио 19. јануара, у побједи од 2:0 против Фулама; ушао је у 81 минуту, умјесто Тевеза. На дан 3. фебруара, постигао је изједначујући гол против Ливерпула у 78 минуту, тако што је стигао на лопту прије голмана Пепеа Рејне, прошао га и погодио. На дан 17. фебруара, дао је два гола у побједи од 4:0 против Лидса, у осмини финала ФА купа. У утакмици 27 кола, у побједи од 2:0 против Челсија, поново је повриједио кољено, због чега је морао да пропусти три утакмице у Премијер лиги и утакмице у оквиру квалификација за Свјетско првенство 2014, које је Аргентина играла против Венецуеле и Боливије. На терен се вратио 30. марта, у побједи од 4:0 против Њукасла; ушао је у 70 минуту умјесто Самира Насрија.
На дан 8. априла, постигао је гол након соло продора у 78 минуту, за побједу 2:1 на гостовању Манчестер јунајтеду, седам минута након што је ушао у игру умјесто Насрија. У полуфиналу ФА купа, постигао је гол главом, у побједи од 2:1 против Челсија, за пласман у финале. У 82 минуту, док је било 1:1, Агверо је двапут нагазио на ногу Давида Луиза, након што је, наводно, Луиз претходно нагазио њега. Није добио црвени картон, јер судија — Крис Хој није видио комплетан дуел, а фудбалски савез је затим одлучио да неће казнити Агвера, који је, 17. априла, изјавио да се извинио Луизу. У побједи од 1:0 против Вигана, изашао је на полувремену, због предострожности, јер је осјетио бол у тетивама, након чега није улазио у игру у поразу од 3:1 против Тотенхема. У 35 колу, 27. априла, постигао је водећи гол у побједи од 2:1 против Вест Хема. На дан 11. маја, играо је у финалу ФА купа, против Вигана, у којем је Сити изгубио 1:0, док је у 37 колу постигао гол у побједи од 2:0 против Рединга. Сезону је завршио са 12 постигнутих голова у лиги, док је Џеко завршио као најбољи стријелац тима, са 14 голова.
Часопис The Times, изјавио је да је Агверо главна мета Реал Мадрида, али је Агверо изјавио: „много сам срећан у Ситију, осјећам да ме овдје цијене и воле, што ми значи много.“ Извршни директор Манчестер Ситија — Феран Соријано, одбацио је могућност трансфера, изјавивши да ће Агверо сигурно остати у Ситију. Бивши аргентински фудбалер — Дијего Марадона, изјавио је да би требало да пређе у Реал, вјерујући да ће његово присуство извући још из Кристијана Роналда. На дан 25. маја 2013, продужио је уговор на још једну годину, до 2017. Три дана касније, изјавио је: „посвећен сам Манчестер Ситију, ово је сјајан клуб.“

#### 2013/14
Након повреде кољена, због које је пропустио све припремне утакмице, дао је гол у побједи од 4:0 против Њукасла, у првом колу Премијер лиге. На дан 22. септембра, дао је два гола у побједи од 4:1 против Манчестер јунајтеда.
На четири утакмице заредом, у периоду од 5. октобра до 2. новембра, постигао је пет голова, захваљујући чему је добио награду за фудбалера мјесеца Премијер лиге за октобар, што је било први пут да добије награду. У истом периоду, постигао је оба гола у побједи од 2:1 против ЦСКА Москве, у Лиги шампиона.
На дан 24. новембра, постигао је два гола у побједи од 6:0 против Тотенхема, срушивши тако рекорд Тијерија Анрија, по проценту постигнутих голова по минуту. Такође, постигао је пет голова на шест утакмица групне фазе Лиге шампиона, а Манчестер Сити је прошао даље по први пут.
На дан 14. децембра, постигао је водећи гол у побједи од 6:3 против Арсенала, али је морао да изађе у 50 минуту, због повреде листа, због чега је морао да пропусти осам утакмица. На терен се вратио 16. јануара 2014, против Блекберна у ФА купу. Ушао је у игру у 50 минуту и постигао је гол у побједи од 5:0. У наредној рунди ФА купа, постигао је први хет трик у сезони, у побједи од 4:2 против Вотфорда, након што је Вотфорд водио 2:0. На дан 29. јануара, постигао је 50 гол у Премијер лиги, у побједи од 5:1 против Тотенхема, али је поново доживио повреду бутине.
На терен се вратио 2. марта, за утакмицу у финалу Лига купа, у којој је Сити побиједио Сандерленд 3:1. На трећој утакмици након повреде, у оквиру осмине финала Лиге шампиона против Барселоне на Камп ноуу, поново се повриједио и морао је да изађе на полувремену. Пропустио је наредних пет утакмица у Премијер лиги, а на терен се вратио 13. априла, у оквиру 34 кола, у поразу 3:2 против Ливерпула, на Енфилду.
На дан 21. априла 2014, постигао је гол у побједи од 3:1 против Вест Бромич албиона, што је био његов први гол од јануара. У 37 колу, постигао је гол у побједи од 3:2 против Евертона, након чега је играо у последњем колу, у побједи од 2:0 против Вест Хема; добио је жути картон у 90 минуту, а Сити је освојио другу титулу у три сезоне. Сезону је завршио са постигнутих 17 голова на 23 утакмице у лиги и завршио је као четврти најбољи стријелац Премијер лиге, иза двојца Ливерпула — Луиса Суареза са 31 и Данијела Стариџа са 22, као и саиграча из Ситија — Јаје Туреа са 20.

#### 2014/15
На дан 14. августа 2014. потписао је нови петогодишњи уговор са Ситијем, односно продужио постојећи на још двије године, до 2019.
Први гол у сезони 2014/15. постигао је у првом колу Премијер лиге, у побједи од 2:0 против Њукасла, након што је ушао у игру у 83 минуту умјесто Џека. Због тога што се тиму прикључио касније од осталих, због Свјетског првенства, у којем је играо финале са Аргентином, поново је био на клупи у другом колу, против Ливерпула. Ушао је у игру у 69 минуту умјесто Џека, а након само 23 секунде, постигао је трећи гол за Сити у побједи од 3:1, док је прва два гола дао Стеван Јоветић.
На дан 18. октобра 2014, постигао је сва четири гола у побједи од 4:1 против Тотенхема; два гола дао је из пенала, док је један пенал промашио. Са четири гола, стигао је до 61 постигнутог гола у Премијер лиги за Сити, чиме је престигао Тевеза као најбољи стријелац клуба у првенству. Постигао је гол за побједу од 1:0 против Манчестер јунајтеда, у десетом колу, поставши тако први играч који је постигао десет голова у сезони.

„Агверо је њима важан као што је био Луис Суарез Ливерпулу прошле године или Гарет Бејл Тотенхему годину раније.

— Енглески новинар Мартин Самуел, након побједе Ситија против Бајерн Минхена 2014.
Након што је постигао по гол у ремијима против Роме 1:1 и ЦСКА Москве 2:2, постигао је хет трик у побједи од 3:2 против Бајерн Минхена, у петом колу групне фазе Лиге шампиона. Пет дана касније, на својој стотој утакмици у Премијер лиги, уписао је двије асистенције, Јаји Туреу и Гаелу Клишију, док је добио жути картон због симулације, у побједи од 3:0 против Саутемптона.
На дан 2. децембра, проглашен је за фудбалера године у Енглеској за 2014. по избору навијача. Такође је добио награду за најбољег фудбалера мјесеца у Премијер лиги, за новембар 2014, у којем је постигао три гола и уписао двије асистенције.
У 15 колу, у побједи од 1:0 против Евертона, повриједио се у другом минуту, а из игре је изашао у седмом; замијенио га је Хозе Поцо. Пропустио је пет утакмица у лиги, а на терен се вратио у јануару 2015, поново у утакмици против Евертона; ушао је у 69 минуту умјесто Јоветића, а утакмица је завршена 1:1. На дан 11. фебруара, постигао је два гола у побједи од 4:1 против Стоук Ситија. На дан 21. фебруара, у оквиру 26 кола, у побједи од 5:0 против Њукасла, постигао је гол у 72 секунди, из пенала који је изборио Џеко, што је био најбржи гол из пенала у Премијер лиги од 1994.
Након пет утакмица без гола, 12. априла, постигао је два гола у поразу од 4:2 на гостовању Манчестер јунајтеду, на Олд Трафорду, стигавши тако до стотог гола за Манчестер Сити у свим такмичењима. У 33 колу, постигао је гол у побједи од 2:0 против Вест Хема, након чега је постигао водећи гол у побједи од 3:2 против Астон Виле и побједоносни гол против Тотенхема, у побједи 1:0. У побједи од 6:0 против Квинс Парк рејнџерса, постигао је хет трик, чиме је прешао 30 постигнутих голова у свим такмичењима. У последњем колу, постигао је гол за побједу од 2:0 против Саутемптона, док је водећи гол дао Френк Лампард. Сезону је завршио са 26 постигнутих голова у Премијер лиги и добио је награду за најбољег стријелца лиге, са пет голова више од Харија Кејна.

#### 2015/16
На дан 7. августа 2015, пред почетак сезоне, објавио је да ће број 16 замијенити са бројем 10, који је претходно носио Џеко. Девет дана касније, постигао је први гол у новој сезони, у побједи од 3:0 против Челсија, у другом колу.
Током утакмице трећег кола против Евертона, у којој је Сити побиједио 2:0, прекинуо је утакмицу јер је примијетио да је некоме од гледалаца потребна медицинска помоћ. Обавијестио је судију и остале играче, а утакмица је настављена након што су на трибине дошли болничари да укажу помоћ навијачу. На дан 30. септембра, изборио је пенал, који је сам реализовао, за побједу од 2:1 против Борусије Менхенгладбах у другом колу групне фазе Лиге шампиона.
Након што није постигао гол на пет утакмица, дао је пет голова у побједи од 6:1 против Њукасла у осмом колу, поставши тако пети фудбалер који је постигао пет голова на једној утакмици Премијер лиге, након Ендија Кола, Алана Ширера, Џермејна Дефоа и Димитра Бербатова. Голове је постигао у размаку од 23 минута, поставши тако играч са најбрже постигнутих пет голова у историји Премијер лиге. Четири минута након што је постигао пети гол, тренер Ситија — Мануел Пелегрини, извео га је из игре, због повреде ноге, а умјесто њега ушао је Вилфред Бони.
На дан 8. новембра, у утакмици између Аргентине и Еквадора, у оквиру квалификација за Свјетско првенство 2018, повриједио је тетиву и изнесен је са терена у сузама. Изјавио је да ће морати да паузира четири недеље, а медији су касније објавили да ће морати да паузира осам недеља. На терен се вратио 21. новембра и постигао је једини гол у поразу кући од Ливерпула 4:1. То му је био 85 гол у Премијер лиги, чиме је постао најбољи јужноамерички стријелац у Премијер лиги, престигавши бившег саиграча — Карлоса Тевеза.
На дан 16. априла 2016, постигао је хет трик у побједи од 3:0 на гостовању против Челсија, поставши трећи играч који је постигао хет трик на гостовању Челсију на Стамфорд бриџу и пети фудбалер који је у три сезоне заредом постигао барем 20 голова у Премијер лиги. Три дана касније, постигао је гол у ремију 1:1 против Њукасла, чиме је стигао до 100 датих голова у Премијер лиги, на 147 утакмица, чиме је дошао на друго мјесто, иза Ширера, који је 100 голова дао на 124 утакмице. Такође, постигао је шести гол против Њукасла у сезони, поставши тако шести играч у Премијер лиги који је дао шест голова против једног клуба у једној сезони.
Сезону је завршио са 24 постигнута гола, колико је дао и Џејми Варди, један мање од Харија Кејна, који је добио награду за најбољег стријелца. Ипак, пошто је одиграо само 30 утакмица, завршио је са најбољим просјеком постигнутих голова по минуту. Сити је сезону завршио на четвртом мјесту, са исто бодова колико и Манчестер јунајтед, али се пласирао у квалификације за Лигу шампиона због боље гол разлике, док је Лестер освојио прву титулу првака Енглеске.

#### 2016/17
Прије почетка сезоне 2016/17, Пеп Гвардиола је постао тренер Ситија. У првом колу Премијер лиге, 13. августа, постигао је водећи гол у побједи од 2:1 против Сандерленда. У другом колу, постигао је прва два гола у побједи од 4:1 на гостовању Стоуку, док је Нолито постигао преостала два. У трећем колу, у побједи од 3:1 против Вест Хема, ухватио је Винстона Рида за грло, што судија није казнио. Рид је остао без гласа и морао је да изађе из игре, а ФА је накнадно казнио Агвера са три утакмице суспензије, због насилничког понашања. У току суспензије, постигао је хет трик у побједи од 4:0 против Борусије Менхенгладбах, у првом колу групне фазе Лиге шампиона. Након паузе, постигао је два гола у побједи од 3:1 на гостовању Свонзију, у шестом колу, док је трећи гол постигао Рахим Стерлинг. Након три утакмице без гола, постигао је прва два гола у побједи од 4:0 на гостовању Вест Бромич албиону, док је Илкај Гундоган дао преостала два.
На дан 5. новембра 2016, постигао је 150 гол за Сити, у ремију од 1:1 против Мидлзброа. У 14 колу, добио је црвени картон у поразу од Челсија 3:1, због ударања Давида Луиза и кажњен је са четири утакмице суспензије.

„Он је легенда и дио је историје клуба. Агверов број говори за себе, он је невјероватан.“

— Тренер Манчестер Ситија — Пеп Гвардиола, о Агверу, након што је постигао хет трик против Вотфорда.
Након суспензије, постигао је гол за побједу од 2:1 против Бернлија у 20 колу. У лиги није постигао гол на пет утакмица, након чега је дао два гола у осмини финала ФА купа, у побједи од 5:1 против Хадерсфилда, а четири дана касније, постигао је гол у побједи од 2:0 против Сандерленда, у 26 колу.
Постигао је два гола у побједи од 5:3 против Монака у првој утакмици осмине финала Лиге шампиона, али је Сити у реваншу изгубио 3:1 и испао. У полуфиналу ФА купа, постигао је водећи гол против Арсенала, али је Сити изгубио на продужетке 2:1. У 29 колу, постигао је изједначујући гол у ремију против Ливерпула 1:1, док је у последњем колу постигао два гола у побједи од 5:0 на гостовању Вотфорду, уз асистенцију Габријелу Жезусу.
Постигао је 20 голова у сезони и завршио је као четврти најбољи стријелац Премијер лиге, заједно са Дијегом Костом.

#### 2017/18
Први гол у сезони 2017/18, постигао је у првом колу, у побједи од 2:0 на гостовању против Брајтона, након чега је постигао гол у четвртом колу, 9. септембра, у побједи од 5:0 против Ливерпула. То му је био 124 гол у Премијер лиги, чиме је престигао Двајта Јорка као најбољи стријелац лиге који није из Европе. Недељу дана касније, постигао је шести хет трик у Премијер лиги, у побједи од 6:0 против Вотфорда. На дан 28. септембра учествовао је у саобраћајној незгоди, када је такси којим се возио, након што је био на концерту Малуме у Амстердаму, ударио у стуб расвјете. У незгоди је повриједио ребро, због чега је морао да паузира двије недеље.
На дан 21. октобра, у побједи од 3:0 против Бернлија, у деветом колу, постигао је 177 гол за Сити, чиме се изједначио са Ериком Бруком као први стријелац тима; то је такође била 11 побједа заредом за Сити, чиме су поставили нови рекорд. Свој 178 гол за клуб, постигао је 1. новембра, у побједи од 4:2 против Наполија у Лиги шампиона, чиме је Сити обезбиједио пролаз у осмину финала, а Агверо је постао најбољи стријелац тима свих времена.
На дан 20. јануара 2018. постигао је други хет трик у сезони, у побједи од 3:1 против Њукасла, чиме је дошао до 350 постигнутих голова у каријери. Добио је награду за играча мјесеца за јануар, што је био пети пут да добије награду за играча мјесеца Премијер лиге.
На дан 10. фебруара, постигао је четири гола у побједи од 5:1 против Лестера, остваривши тако трећи хет трик у сезони. У финалу Лига купа, постигао је водећи гол у побједи од 3:0 против Арсенала, тако што је изашао један на један са голманом — Давидом Оспином, обишао га и дао гол. Крајем марта, повриједио се на тренингу, а почетком априла, ушао је у игру са клупе против Манчестер јунајтеда, у 76 минуту, у поразу од 3:2 након вођства од 2:0 на полувремену; додатно се повриједио у дуелу са Ешлијем Јангом, због чега је морао да оперише кољено и завршио је сезону. Постигао је 21 гол и завршио је као трећи најбољи стријелац лиге, иза Мохамеда Салаха са 32 и Харија Кејна са 30.

#### 2018/19
У првој утакмици у сезони 2018/19, постигао је оба гола у побједи од 2:0 против Челсија у Комјунити шилду, чиме је стигао до 200 датих голова за Сити. На дан 19. августа, у другом колу, постигао је девети хет трик у Премијер лиги, у побједи од 6:1 против Хадерсфилда, чиме је стигао до другог мјеста по броју хет трикова у Премијер лиги, иза Ширера са 11. Такође, престигао је Робина ван Персија и дошао на десето мјесто најбољих стријелаца Премијер лиге свих времена, а такође је дошао до другог мјеста најбољих стријелаца од страних играча, иза Анрија, који је постигао 175 голова. У ремију 1:1 против Вулверхемптона, двапут је погодио оквир гола, а Емерик Лапорт је дао гол за Сити. На дан 21. септембра, потписао је нови уговор са Ситијем, до 2021. Дан касније, одиграо је 300 утакмицу за клуб и постигао је водећи гол у побједи од 5:0 против Кардифа.
На дан 4. новембра, постигао је 150 гол на 217 утакмици у Премијер лиги, у побједи од 6:1 против Саутемптона, поставши тако девети фудбалер који је стигао до 150 постигнутих голова у такмичењу, а тек трећи играч који је тај резултат остварио са једним клубом, након Анрија и Рунија; такође, постао је други најбржи играч који је стигао до 150 голова, иза Ширера, који је толико голова постигао на пет утакмица мање. На дан 11. новембра, постигао је гол у побједи од 3:1 против Манчестер јунајтеда, чиме се изједначио на првом мјесту по броју постигнутих голова у дербију Манчестера у Премијер лиги са Рунијем. На дан 29. јануара, постигао је гол у 24 секунди против Њукасла, након чега је Њукасл преокренуо и побиједио 2:1. На дан 3. фебруара, постигао је десети хет трик у Премијер лиги, у побједи од 3:1 против Арсенала, од чега је први гол дао након 48 секунди. Недељу дана касније — 10. фебруара, постигао је 11 хет трик, у побједи од 6:0 против Челсија, изједначивши тако рекорд Ширера по броју хет трикова у Премијер лиги. Такође, постигао је 160 гол за Сити у лиги, чиме је срушио рекорд Ерика Брука и Томија Џонсона, који су постигли по 158 голова. У осмини финала, постигао је гол у побједи од 3:2 на гостовању против Шалкеа, након чега је у реваншу постигао два гола у побједи од 7:0, чиме је Сити, са укупно 10:2, изједначио рекорд са највећом побједом у нокаут фази Лиге шампиона. У четвртфиналу, Сити је изгубио у првој утакмици од Тотенхема 1:0, а у реваншу, Агверо је постигао гол у побједи од 4:3, али је Сити испао због голова у гостима.
Постигао је 21 гол и завршио је као четврти најбољи стријелац лиге, иза Салаха, Пјера Емерика Обамејанга и Садиа Манеа, који су постигли по 22 гола, а освојио је четврту титулу са Ситијем, који је завршио бод испред Ливерпула.

#### 2019/20
У првом колу у сезони 2019/20, 10. августа, ушао је у игру у 69 минуту, умјесто Жезуса. При резултату 3:0 за Сити, Ријад Марез је оборен у шеснаестерцу, Агверо је шутирао пенал, али је Лукаш Фабијански одбранио; судија је, након употребе ВАР-а, досудио да се пенал понови, због неправилног кретања голмана. Агверо је погодио из другог пута, а Сити је побиједио 5:0. У првих шест кола, постигао је осам голова, од чега два гола у побједи од 3:1 против Борнмута, што су били његови 399 и 400 гол у каријери, а такође је постигао и један гол у побједи од 8:0 против Вотфорда.
На дан 22. октобра, постигао је два гола у побједи 5:1 против Аталанте, у групној фази Лиге шампиона. На дан 12. јануара, у 22 колу, постигао је 12 хет трик у Премијер лиги, у побједи од 6:1 на гостовању против Астон Виле; такође, престигао је Анрија на листи стријелаца, поставши тако најбољи страни стријелац Премијер лиге у историји. У 23 колу постигао је оба гола у ремију 2:2 против Кристал Паласа, док је у 24 колу постигао једини гол у побједи од 1:0 против Шефилд јунајтеда. У марту, након 29 кола, сезона је прекинута због пандемије ковида 19. Настављена је у јуну, Агверо је играо на само двије утакмице и завршио је сезону са 16 постигнутих голова.

#### 2020/21
Након неколико недеља паузе због повреде мишића, прву утакмицу у сезони 2020/21. одиграо је 17. октобра 2020. у побједи 1:0 против Арсенала у петом колу. На дан 21. октобра, постигао је први гол у сезони, у побједи од 3:1 против Порта, у првом колу групне фазе Лиге шампиона. Након само двије одигране утакмице у Премијер лиги, поново се повриједио и морао је да паузира неколико недеља. На терен се вратио 9. децембра и постигао је гол у побједи од 3:0 против Олимпик Марсеја, у шестом колу Лиге шампиона. Након што је пропустио осам утакмица у Премијер лиги, наступио је у ремију од 1:1 против Вест Бромич албиона, у оквиру 13 кола, 15. децембра. У јануару 2021. поново се повриједио, због чега је пропустио осам утакмица у Премијер лиги; вратио се на терен у побједи од 2:0 на гостовању против Борусије Менхенгладбах, 24. фебруара.
Први гол у Премијер лиги постигао је 13. марта 2021. у побједи од 3:0 против Фулама. На дан 29. марта 2021, Манчестер Сити је објавио да ће Агверо напустити клуб на крају сезоне, када му истекне уговор. У последњем колу Премијер лиге, против Евертона, његовој последњој утакмици за Манчестер Сити у лиги, ушао је у игру у 63 минуту умјесто Мареза, а прије него што је ушао, Марез је, на наговарање публике, избацио лопту ван терена, како би измјена могла да се изврши. Постигао је два гола, оба на асистенцију Фернандиња, у побједи од 5:0, чиме је стигао до 184 постигнута гола на 275 наступа у Премијер лиги и срушио је рекорд Рунија по броју голова за један клуб у такмичењу; такође, освојио је пету титулу првака Енглеске са Ситијем и 15 трофеј, чиме је постао најтрофејнији странац у историји Премијер лиге. На дан 29. маја, одиграо је последњу утакмицу за клуб, против Челсија, у финалу Лиге шампиона, првом у историји за Сити. Ушао је у игру у 77 минуту, умјесто Стерлинга, а Сити је изгубио 1:0. За Манчестер Сити, постигао је укупно 260 голова, на 389 утакмица. Након посљедње утакмице, из клуба су објавили да ће му подићи статуу испред стадиона.

### Барселона
На дан 31. маја 2021, потписао је двогодишњи уговор са Барселоном, уз откупну клаузулу од 100 милиона евра.

## Репрезентативна каријера

### Млада репрезентација
Изабран је у репрезентацију до 17 година за Првенство Јужне Америке 2004, у Парагвају. Играо је на свим мечевима групне фазе, а постигао је по гол у побједи 2:1 против Сједињених Америчких Држава и у побједи од 3:1 против Еквадора. Постигао је једини гол у побједи од 1:0 против Перуа, у четвртфиналу, након чега је играо у полуфиналу против Колумбије, а Аргентина је изгубила 2:0.
Играо је за репрезентацију до 20 година на два Свјетска првенства, на којима је Аргентина освојила двије титуле. Заједно са Фернандом Гагом и Лионелом Месијем, био је дио тима на Свјетском првенству 2005. у Холандији, на којем је Аргентина у финалу побиједила Нигерију 2:1. На Свјетском првенству 2007. у Канади, постигао је два гола у побједи од 6:0 против Панаме, у другом колу У трећем колу, против Јужне Кореје, постигао је једини гол у побједи од 1:0, након чега је постигао два гола у побједи од 3:1 у осмини финала против Пољске. Аргентина је побиједила Мексико у четвртфиналу и Чиле у полуфиналу, након чега је играла против Чешке у финалу. Чешка је повела 1:0 у 60 минуту, а два минута касније, Агверо је изједначио. Езекијел Лавеци је постигао гол за 2:1 и Аргентина је освојила титулу. Агверо је добио награду за најбољег играча првенства и, са шест постигнутих голова, био је најбољи стријелац првенства.
Изабран је у тим Аргентине за Олимпијске игре 2008, гдје је постигао два гола у размаку од шест минута, у побједи од 3:0 против Бразила, а трећи гол постигао је Хуан Роман Рикелме. У финалу, Аргентина је побиједила Нигерију 1:0, голом Анхела ди Марије и освојила златну медаљу.

### Деби за сениорску репрезентацију и Свјетско првенство 2010.
На дан 3. септембра 2006. са 18 година, дебитовао је за сениорску репрезентацију Аргентине, у пријатељској утакмици против Бразила. Годину касније, постигао је први гол за репрезентацију, у побједи 3:0 против Боливије у квалификацијама за Свјетско првенство 2010. До краја квалификација постигао је још три гола, а Аргентина се пласирала на првенство са четвртог мјеста.
Изабран је у тим за првенство, а на Свјетском првенству дебитовао је у утакмици другог кола, против Јужне Кореје. Ушао је у игру у 75 минуту, умјесто Тевеза, а минут касније, Гонзало Игуаин је постигао гол. Агверо је асистирао Игуаину у 80 минуту за 4:1. Играо је и у четвртфиналу, гдје је Аргентина изгубила од Њемачке 4:0.
Нашао се у тиму за Копа Америку 2011, гдје је Аргентина играла у групи против Боливије, Колумбије и Костарике. У првој утакмици, против Боливије, ушао је у игру у 71 минуту умјесто Лавеција и постигао је гол у 76 минуту за 1:1. У утакмици трећег кола, постигао је два гола у побједи 3:0 против Костарике, захваљујући чему је Аргентина завршила на другом мјесту у групи. У четвртфиналу, против Уругваја, играо је до 84 минута, када је умјесто њега ушао Тевез, а Аргентина је испала на пенале.

### Свјетско првенство 2014. и Копа Америка
У квалификацијама за Свјетско првенство 2014 постигао је пет голова, након чега је изабран у тим за првенство. На дан 15. јуна, био је стартер, заједно са Месијем у нападу, у побједи од 2:1 против Босне и Херцеговине. Одиграо је пет утакмица, није постигао ниједан гол, а Аргентина је изгубила у финалу од Њемачке на продужетке, голом Марија Гецеа. У финалу, ушао је у игру у 46 минуту умјесто Лавеција.
Именован је у састав тима за Копа Америку 2015, а на припремној утакмици против Боливије, 7. јуна 2015, постигао је први хет трик у дресу репрезентације, у побједи од 5:0. На дан 13. јуна, постигао је први гол за Аргентину на такмичењу, у ремију од 2:2 против Парагваја. Три дана касније, постигао је једини гол у побједи од 1:0 против Уругваја, након асистенције саиграча из Манчестер Ситија — Пабла Забалете. У полуфиналу, постигао је гол у побједи од 6:1 против Парагваја, након асистенције Ди Марије. У финалу, Аргентина је играла против Чилеа; Агверо је стартовао утакмицу, али је изашао у 74 минуту, док је Аргентина изгубила на пенале.
На ванредном издању Копа Америке, као Копа Америка сентенарио 2016, изабран је у тим, а први гол постигао је у другој утакмици групне фазе, у побједи од 5:0 против Панаме, чиме су обезбиједили пласман у четвртфинале. Аргентина је побиједила Венецуелу у четвртфиналу и Сједињене Америчке Државе у полуфиналу, док је у финалу играла против Чилеа, другу годину заредом. Агверо је ушао у игру у 70 минуту умјесто Игуаина, а утакмица је завршена 0:0 и изводили су се пенали. Агверо је погодио, док су Меси и Лукас Биља промашили и Аргентина је други пут заредом изгубила у финалу од Чилеа на пенале. Након пораза, размишљао је о томе да заврши репрезентативну каријеру.

### Свјетско првенство 2018. и Копа Америка 2019.
На дан 14. новембра 2017. одведен је у болницу, након што се онесвијестио у свлачионици на полувремену у пријатељској утакмици против Нигерије, у Краснодару.
У мају 2018, нашао се на прелиминарном списку од 35 играча за Свјетско првенство 2018, у Русији, а касније у мају, уврштен је у коначни списак од 23 играча за првенство. У првом колу групне фазе, постигао је гол у ремију од 1:1 против Исланда, што је био његов први гол на Свјетском првенству икада. Аргентина је прошла групну фазу побједом у последњем колу против Нигерије, гдје је Агверо ушао у игру у 80 минуту. У осмини финала, играла је против Француске. Француска је повела 1:0, Аргентина је преокренула на 2:1, након чега је Француска преокренула на 4:2; Агверо је ушао у игру у 66 минуту умјесто Енца Переза, а у 90 минуту, постигао је гол за 4:3 и Аргентина је испала са првенства.
На дан 21. маја, нашао се у тиму за Копа Америку 2019. У последњем колу групне фазе, против Катара, постигао је други гол у побједи од 2:0, захваљујући чему је Аргентина прошла у нокаут фазу. На дан 28. јуна, у утакмици четвртфинала против Венецуеле, асистирао је Лаутару Мартинезу, за први гол у побједи од 2:0 и пласман у полуфинале. У полуфиналу, Аргентина је изгубила од Бразила 2:0, а у утакмици за треће мјесто, постигао је водећи гол у побједи од 2:1 против Чилеа.

## Стил игре
„Серхио је фотокопија Ромарија, они су исти играч.“

— Роберто Манчини.
Сматра се једним од најбољих нападача на свијету у својој генерацији, означен је као потпуни централни нападач, иако је разноврстан играч, који такође може да игра другог нападача, што је често и играо у Атлетико Мадриду, са Дијегом Форланом, а због способности да упути добар пас, тактичке интелигенције и визије, такође је добар асистент. Када је упитан који фудбалер је највише утицао на његов стил игре, изјавио је да су Роналдо, Меси, Роналдињо и Марадона, најбољи играчи икада, али да је на његов стил игре највише утицао бразилски Роналдо. Агверо има умањену фигуру здепасте грађе, што је довело до поређења са бившим саиграчем из Манчестер Ситија — Тевезом и бившим нападачима, као што су — Ромарио, Алесандро дел Пјеро, и Марадона. Када су обојица били у истом тиму, неки фудбалски стручњаци су Агвера назвали очигледним насљедником Тевеза у Ситију, док су други изјавили да је Агверо супериорнији од њега. Његов некадашњи тренер у Манчестер Ситију — Роберто Манчини, упоредио га је са бившим бразилским фудбалером — Ромариом, због брзине, осјећаја за гол, доброг позиционирања и технике. Иако је дешњак, способан је да постиже голове и лијевом ногом, а може да постиже голове и унутар и ван шеснаестерца, са јаким и прецизним ударцем.
Као голгетер, његов стил игре карактеришу окретност, убрзање и снага, а бивши аргентински фудбалер — Освалдо Ардилес, описао га је као оштрог и паметног, са чиме се сложио и Меси, изјавивши да Агверо посједује огромну снагу и радну етику. Због добре контроле лопте, брзог стопала, дриблинга и способности да задржи лопту, описан је као „пријетња у шеснаестерцу“. Упркос способностима, током каријере је имао доста проблема са повредама.

## Приватни живот
Године 2009, оженио се са Ђанином Марадоном, најмлађом ћерком Дијега Марадоне. На дан 19. фебруара 2009, са 20 година, добио је првог сина, коме су дали име Бенџамин. Марадона је био са њима приликом порођаја, Агверо је пропустио тренинг у Атлетику, који му је честитао на званичном сајту. Након четири године, развели су се 2012.
Његов надимак „Кун“, који носи на дресу, му је од дјетињства, а прво су му га дали баба и дјед, по лику из цртаног филма "Kum-Kum", који је био његов омиљени телевизијски програм када је био мали. О надимку је изјавио: „почео сам да га цијеним јер је јединствен. Не догађа се сваки дан да неки спортиста добије надимак по лику из цртаног филма!“ Има тетоважу на унутрашњој страни десне руке, написано на тенгвару, који је први пут промијењен у књизи Џ. Р. Р. Толкина — Господар прстенова, а тетоважа се на латиноамеричком преводи као Кун Агверо. На лијевој руци, има тетоважу имена и датума рођења свог сина. Има шпански пасош, након што му је додијељено држављанство 2010, док је играо за Атлетико Мадрид.
Близак је пријатељ са Месијем, са којим је дијелио собу током Свјетског првенства за играче до 20 година 2005. За Месија је рекао да му је као брат, у аутобиографији Рођен да успијем, коју је објавио 2014, а садржи и неколико ријечи које је написао Меси.
Гастон дел Кастиљо и Маурисио дел Кастиљо су његова млађа браћа; обојица су фудбалери и обојица су почели каријеру у Инденпедијентеу.
Током три мјесеца паузе у првенствима због пандемије ковида 19 2020, почео је да снима себе како игра разне видео игре на платформи Twitch. Постао је члан са најбржим растом броја пратилаца за мај на цијелој платформи, достигавши милион пратилаца. Нарочито је постао популаран међу Хиспаноамериканцима, сарађујући са бројним познатим личностима, као што је Ел Рубијус, а једном је у стримингу уживо био и Меси.

## Статистика каријере

### Клубови
Ажурирано након утакмице игране 29. маја 2021.
| Клуб              | Сезона            | Лига                | Лига  | Лига | Куп   | Куп  | Лига куп | Лига куп | Контине нтално | Контине нтално | Остало | Остало | Укупно | Укупно |
| Клуб              | Сезона            | Лига                | Утак. | Гол. | Утак. | Гол. | Утак.    | Гол.     | Утак.          | Гол.           | Утак.  | Гол.   | Утак.  | Гол.   |
| ----------------- | ----------------- | ------------------- | ----- | ---- | ----- | ---- | -------- | -------- | -------------- | -------------- | ------ | ------ | ------ | ------ |
| Индепендијенте    | 2002/03.          | Прва лига Аргентине | 1     | 0    | —     | —    | —        | —        | —              | —              | —      | —      | 1      | 0      |
| Индепендијенте    | 2003/04.          | Прва лига Аргентине | 5     | 0    | —     | —    | —        | —        | 2              | 0              | —      | —      | 7      | 0      |
| Индепендијенте    | 2004/05.          | Прва лига Аргентине | 12    | 5    | —     | —    | —        | —        | —              | —              | —      | —      | 12     | 5      |
| Индепендијенте    | 2005/06.          | Прва лига Аргентине | 36    | 18   | —     | —    | —        | —        | —              | —              | —      | —      | 36     | 18     |
| Индепендијенте    | Укупно            | Укупно              | 54    | 23   | —     | —    | —        | —        | 2              | 0              | —      | —      | 56     | 23     |
| Атлетико Мадрид   | 2006/07           | Ла лига             | 38    | 6    | 4     | 1    | —        | —        | —              | —              | —      | —      | 42     | 7      |
| Атлетико Мадрид   | 2007/08.          | Ла лига             | 37    | 19   | 4     | 2    | —        | —        | 9              | 6              | —      | —      | 50     | 27     |
| Атлетико Мадрид   | 2008/09.          | Ла лига             | 37    | 17   | 1     | 0    | —        | —        | 9              | 4              | —      | —      | 47     | 21     |
| Атлетико Мадрид   | 2009/10.          | Ла лига             | 31    | 12   | 7     | 1    | —        | —        | 16             | 6              | —      | —      | 54     | 19     |
| Атлетико Мадрид   | 2010/11.          | Ла лига             | 32    | 20   | 4     | 3    | —        | —        | 4              | 3              | 1      | 1      | 41     | 27     |
| Атлетико Мадрид   | Укупно            | Укупно              | 175   | 74   | 20    | 7    | —        | —        | 38             | 19             | 1      | 1      | 234    | 101    |
| Манчестер Сити    | 2011/12.          | Премијер лига       | 34    | 23   | 1     | 1    | 3        | 1        | 10             | 5              | 0      | 0      | 48     | 30     |
| Манчестер Сити    | 2012/13.          | Премијер лига       | 30    | 12   | 4     | 3    | 0        | 0        | 5              | 2              | 1      | 0      | 40     | 17     |
| Манчестер Сити    | 2013/14.          | Премијер лига       | 23    | 17   | 3     | 4    | 2        | 1        | 6              | 6              | —      | —      | 34     | 28     |
| Манчестер Сити    | 2014/15.          | Премијер лига       | 33    | 26   | 1     | 0    | 1        | 0        | 7              | 6              | 0      | 0      | 42     | 32     |
| Манчестер Сити    | 2015/16.          | Премијер лига       | 30    | 24   | 1     | 1    | 4        | 2        | 9              | 2              | —      | —      | 44     | 29     |
| Манчестер Сити    | 2016/17.          | Премијер лига       | 31    | 20   | 5     | 5    | 1        | 0        | 8              | 8              | —      | —      | 45     | 33     |
| Манчестер Сити    | 2017/18.          | Премијер лига       | 25    | 21   | 3     | 2    | 4        | 3        | 7              | 4              | —      | —      | 39     | 30     |
| Манчестер Сити    | 2018/19.          | Премијер лига       | 33    | 21   | 2     | 2    | 3        | 1        | 7              | 6              | 1      | 2      | 46     | 32     |
| Манчестер Сити    | 2019/20.          | Премијер лига       | 24    | 16   | 2     | 2    | 3        | 3        | 3              | 2              | 0      | 0      | 32     | 23     |
| Манчестер Сити    | 2020/21.          | Премијер лига       | 12    | 4    | 0     | 0    | 1        | 0        | 7              | 2              | —      | —      | 20     | 6      |
| Манчестер Сити    | Укупно            | Укупно              | 275   | 184  | 22    | 20   | 22       | 11       | 69             | 43             | 2      | 2      | 390    | 260    |
| Укупно у каријери | Укупно у каријери | Укупно у каријери   | 504   | 281  | 42    | 28   | 22       | 11       | 109            | 62             | 3      | 3      | 680    | 385    |

1. ↑  Укључујући Куп краља и ФА куп.

1. ↑  Наступи у Копа Либертадоресу
2. ↑  Осам наступа и шест голова у Купу УЕФА и један наступ у Интертото купу
3. 1 2 3 4 5 6 7 8 9 10  Наступи у Лиги шампиона
4. ↑  Осам наступа и четири гола у Лиги шампиона, осам наступа и два гола у Лиги Европе
5. ↑  Наступи у Лиги Европе
6. ↑  Наступ у Суперкупу Европе
7. ↑  Шест наступа и један гол у Лиги шампиона, четири наступа и један гол у Лиги Европе
8. 1 2  Наступ у Комјунити шилду

### Репрезентација
Ажурирано након утакмице игране 18. септембра 2019.
| Репрезентација | Година | Наступи | Голови |
| -------------- | ------ | ------- | ------ |
| Аргентина      |        |         |        |
| 2006           | 2      | 0       |        |
| 2007           | 4      | 1       |        |
| 2008           | 9      | 4       |        |
| 2009           | 6      | 2       |        |
| 2010           | 5      | 2       |        |
| 2011           | 8      | 5       |        |
| 2012           | 7      | 2       |        |
| 2013           | 8      | 5       |        |
| 2014           | 10     | 1       |        |
| 2015           | 10     | 10      |        |
| 2016           | 11     | 1       |        |
| 2017           | 4      | 2       |        |
| 2018           | 5      | 3       |        |
| 2019           | 8      | 3       |        |
| Укупно         | Укупно | 97      | 41     |

### Голови за репрезентацију
| ‡ | Гол из пенала |

| Број | Датум               | Стадион                                                              | Противник           | Гол за | Коначан резултат | Такмичење                                 |
| ---- | ------------------- | -------------------------------------------------------------------- | ------------------- | ------ | ---------------- | ----------------------------------------- |
| 1.   | 17. новембар 2007.  | Стадион Монументал Антонио Веспучио Либерти, Буенос Ајрес, Аргентина | Боливија            | 1:0    | 3:0              | Квалификације за Свјетско првенство 2010. |
| 2.   | 26. март 2008.      | Међународни стадион Каиро, Каиро, Египат                             | Египат              | 1:0    | 2:0              | Пријатељска                               |
| 3.   | 4. јун 2008.        | Стадион Квалком, Сан Дијего, САД                                     | Мексико             | 4:1    | 4:1              | Пријатељска                               |
| 4.   | 6. септембар 2008.  | Стадион Монументал Антонио Веспучио Либерти, Буенос Ајрес, Аргентина | Парагвај            | 1:1    | 1:1              | Квалификације за Свјетско првенство 2010. |
| 5.   | 11. октобар 2008.   | Стадион Монументал Антонио Веспучио Либерти, Буенос Ајрес, Аргентина | Уругвај             | 2:0    | 2:1              | Квалификације за Свјетско првенство 2010. |
| 6.   | 28. март 2009.      | Стадион Монументал Антонио Веспучио Либерти, Буенос Ајрес, Аргентина | Венецуела           | 4:0    | 4:0              | Квалификације за Свјетско првенство 2010. |
| 7.   | 12. август 2009.    | Стадион Локомотиве, Москва, Русија                                   | Русија              | 1:1    | 3:2              | Пријатељска                               |
| 8.   | 24. мај 2010.       | Стадион Монументал Антонио Веспучио Либерти, Буенос Ајрес, Аргентина | Канада              | 5:0    | 5:0              | Пријатељска                               |
| 9.   | 7. септембар 2010.  | Стадион Монументал Антонио Веспучио Либерти, Буенос Ајрес, Аргентина | Шпанија             | 4:1    | 4:1              | Пријатељска                               |
| 10.  | 20. јун 2011.       | Стадион Монументал Антонио Веспучио Либерти, Буенос Ајрес, Аргентина | Албанија            | 3:0    | 3:0              | Пријатељска                               |
| 11.  | 1. јул 2011.        | Градски стадион, Ла Плата, Аргентина                                 | Боливија            | 1:1    | 1:1              | Копа Америка 2011.                        |
| 12.  | 11. јул 2011.       | Стадион Марио Алберто Кемпес, Кордоба, Аргентина                     | Костарика           | 1:0    | 3:0              | Копа Америка 2011.                        |
| 13.  | 11. јул 2011.       | Стадион Марио Алберто Кемпес, Кордоба, Аргентина                     | Костарика           | 2:0    | 3:0              | Копа Америка 2011.                        |
| 14.  | 15. новембар 2011   | Стадион Метрополитано Роберто Мелендез, Баранквиља, Колумбија        | Колумбија           | 2:1    | 2:1              | Квалификације за Свјетско првенство 2014. |
| 15.  | 2. јун 2012.        | Стадион Монументал Антонио Веспучио Либерти, Буенос Ајрес, Аргентина | Еквадор             | 1:0    | 4:0              | Квалификације за Свјетско првенство 2014. |
| 16.  | 12. октобар 2012.   | Стадион Малвинас, Мендоза, Аргентина                                 | Уругвај             | 2:0    | 2:0              | Квалификације за Свјетско првенство 2014. |
| 17.  | 6. фебруар 2013.    | Френдс арена, Стокхолм, Шведска                                      | Шведска             | 2:1    | 3:2              | Пријатељска                               |
| 18.  | 11. јун 2013.       | Олимпико Атахуалпа, Кито, Еквадор                                    | Еквадор             | 1:0    | 1:1              | Квалификације за Свјетско првенство 2014. |
| 19.  | 10. септембар 2013. | Дефенсорес дел Чако, Асунсион, Парагвај                              | Парагвај            | 2:1    | 5:2              | Квалификације за Свјетско првенство 2014. |
| 20.  | 18. новембар 2013   | Стадион Буш, Сент Луис, САД                                          | Босна и Херцеговина | 1:0    | 2:0              | Пријатељска                               |
| 21.  | 18. новембар 2013   | Стадион Буш, Сент Луис, САД                                          | Босна и Херцеговина | 2:0    | 2:0              | Пријатељска                               |
| 22.  | 3. септембар 2014.  | Еспирит арена, Диселдорф, Њемачка                                    | Њемачка             | 1:0    | 4:2              | Пријатељска                               |
| 23.  | 31. март 2015.      | Стадион Метлајф, Ист Радерфорд, Њу Џерзи, САД                        | Еквадор             | 1:0    | 2:1              | Пријатељска                               |
| 24.  | 6. јун 2015.        | Стадион Сан Хуан дел Бисентенарио, Сан Хуан, Аргентина               | Боливија            | 2:0    | 5:0              | Пријатељска                               |
| 25.  | 6. јун 2015.        | Стадион Сан Хуан дел Бисентенарио, Сан Хуан, Аргентина               | Боливија            | 3:0    | 5:0              | Пријатељска                               |
| 26.  | 6. јун 2015.        | Стадион Сан Хуан дел Бисентенарио, Сан Хуан, Аргентина               | Боливија            | 4:0    | 5:0              | Пријатељска                               |
| 27.  | 13. јун 2015.       | Стадион ла Портада, Ла Серена, Чиле                                  | Парагвај            | 1:0    | 2:2              | Копа Америка 2015.                        |
| 28.  | 16. јун 2015.       | Стадион ла Портада, Ла Серена, Чиле                                  | Уругвај             | 1:0    | 1:0              | Копа Америка 2015.                        |
| 29.  | 30. јун 2015.       | Стадион Мунисипал де Консепсион, Консепсион, Чиле                    | Парагвај            | 5:1    | 6:1              | Копа Америка 2015.                        |
| 30.  | 4. септембар 2015.  | Стадион BBVA, Хјустон, САД                                           | Боливија            | 2:0    | 7:0              | Пријатељска                               |
| 31.  | 4. септембар 2015.  | Стадион BBVA, Хјустон, САД                                           | Боливија            | 4:0    | 7:0              | Пријатељска                               |
| 32.  | 9. септембар 2015.  | Стадион AT&T, САД                                                    | Мексико             | 1:2    | 2:2              | Пријатељска                               |
| 33.  | 10. јун 2016.       | Стадион солдер филдс, Чикаго, САД                                    | Панама              | 5:0    | 5:0              | Копа Америка сентенарио                   |
| 34.  | 11. новембар 2017.  | Стадион Лужњики, Москва, Русија                                      | Русија              | 1:0    | 1:0              | Пријатељска                               |
| 35.  | 14. новембар 2017.  | Стадион Краснодара, Краснодар, Русија                                | Нигерија            | 2:0    | 2:4              | Пријатељска                               |
| 36.  | 29. мај 2018.       | Бомбоњера, Буенос Ајрес, Аргентина                                   | Хаити               | 4:0    | 4:0              | Пријатељска                               |
| 37.  | 16. јун 2018.       | Откритије арена, Москва, Русија                                      | Исланд              | 1:0    | 1:1              | Свјетско првенство 2018.                  |
| 38.  | 30. јун 2018.       | Казањ арена, Kazan, Русија                                           | Француска           | 3:4    | 3:4              | Свјетско првенство 2018.                  |
| 39.  | 23. јун 2019.       | Арена Гремио, Порто Алегре, Бразил                                   | Катар               | 2:0    | 2:0              | Копа Америка 2019.                        |
| 40.  | 6. јул 2019.        | Арена Коринтијанс, Сао Пауло, Бразил                                 | Чиле                | 1:0    | 2:1              | Копа Америка 2019.                        |
| 41.  | 18. новембар 2019.  | Стадион Бломфилд, Тел Авив, Израел                                   | Уругвај             | 1:1    | 2:2              | Пријатељска                               |

## Успјеси

### Клупски
Атлетико Мадрид
- Лига Европе (1) : 2009/10.[395]
- УЕФА суперкуп (1) : 2010.[396]
- Интертото куп (1) : 2007
- Куп краља финале: 2009/10[397]

Манчестер Сити
- Премијер лига (5) : 2011/12, 2013/14, 2017/18, 2018/19, 2020/21.[398]
- ФА куп (1) : 2018/19.[399] финале: 2012/13[400]
- Лига куп Енглеске (6) : 2013/14,[178] 2015/16,[401] 2017/18,[256] 2018/19,[402] 2019/20,[403] 2020/21.[404]
- ФА Комјунити шилд (3) : 2012,[130] 2018,[260] 2019.[405]

### Репрезентација
Аргентина до 20 година
- Свјетско првенство до 20 година (2) : 2005, 2007[373]

Аргентина до 23 године
- Олимпијске игре (1) : 2008

Аргентина:
- Свјетско првенство финале: 2014:[406]
- Копа Америка (1) : 2021; финале: 2015,[407] 2016[408]

### Индивидуално
- Златна копачка на Свјетском првенству за играче до 20 година: 2007[409]
- Златна лопта на Свјетском првенству за играче до 20 година: 2007[409]
- Златни дјечак: 2007[410][411]
- Најбољи млади играч године у избору часописа World Soccer: 2009[412]
- Златно стопало Премијер лиге: 2014/15[398]
- Ибероамерички играч године Ла лиге: 2007/08
- Награда Дон балон: 2007/08
- Играч године у Енглеској по избору навијача: 2014[413]
- Фудбалер године Манчестер Ситија: 2011–12, 2014–15[414]
- Гол сезоне Манчестер Ситија: 2011–12[тражи се извор]
- Фудбалер мјесеца Премијер лиге: октобар 2013, новембар 2014, јануар 2016, април 2016, јануар 2018, фебруар 2019, јануар 2020[398]
- Тим године Премијер лиге: 2017/18,[415] 2018/19[416]
- Јужноамерички тим године: 2005[417]
- ФИФА FIFPro најбољих 11 трећи тим: 2013,[418] 2015,[419] 2016[420]
- ФИФА FIFPro најбољих 11 четврти тим: 2014[421]
- Номинација за ФИФА FIFPro најбољих 11: 2019 (8 мјесто)[422]
- IFFHS КОНМЕБОЛ тим деценије 2011–2020[423]